# The Riot
The Riot er en amerikansk stumfilm fra 1913 af Mack Sennett.

## Medvirkende
- Roscoe Arbuckle som Cohen
- Mabel Normand som Mabel
- Charles Inslee
- Alice Davenport
- Charles Avery